# کروم‌بوک
کروم‌بوک یک رایانه شخصی است که سیستم‌عامل گوگل کروم را اجرا می‌کند. این دستگاه‌ها رده‌ای مجزا در رایانه‌های شخصی است، که بین یک کلاینت ابری خالص و لپ‌تاپ‌های سنتی قرار می‌گیرد. کروم‌بوک حول محور مرورگر گوگل، گوگل کروم می‌باشد.
اولین دستگاه‌ها برای فروش توسط ایسر و سامسونگ ساخته شد که در کنفرانس گوگل آی/او در می ۲۰۱۱ اعلام شده و فروش آن از ۱۵ ژوئن ۲۰۱۱ آغاز شد.